# Brian Grant (Fußballspieler)
Brian Grant (* 19. Juni 1964 in Bannockburn) ist ein ehemaliger schottischer Fußballspieler.

## Sportlicher Werdegang
Grant entstammt der Jugend von Stirling Albion, beim seinerzeitigen Drittligisten debütierte er als Teenager im Erwachsenenbereich. 1984 holte der FC Aberdeen ihn in die Premier Division, unter Alex Ferguson fristete er jedoch ein Dasein als kaum genutzter Ergänzungsspieler – beim Gewinn des Meistertitels in der Spielzeit 1984/85 blieb er ohne Spielminute. Erst als Ian Porterfield 1986 das Traineramt übernahm, konnte er sein Erstligadebüt feiern, bis zur Etablierung als Stammspieler brauchte es aber nochmals zwei Jahre unter dem ab 1988 verantwortlichen Trainerduo Alex Smith und Jocky Scott. Bei den Vizemeisterschaften in den Spielzeiten 1988/89 und 1989/90 war er integraler Bestandteil der Mannschaft. Im Finalspiel um den Scottish League Cup 1989/90 stand er im Oktober 1989 in der Startelf, als Doppeltorschütze Paul Mason den Klub zu einem 2:1-Endspielsieg nach Verlängerung über die Glasgow Rangers schoss. Im folgenden Sommer gewann er gegen Celtic Glasgow im Elfmeterschießen auch den Wettbewerb um den Scottish FA Cup 1989/90 – dabei war er der einzige Schütze der „Dons“, dessen Strafstoß beim 9:8-Erfolg nicht das Ziel fand. Im Endspiel um den Scottish FA Cup 1992/93 verpasste er an der Seite von Theo Snelders, Alex McLeish, Scott Booth und Mixu Paatelainen mit einer 1:2-Niederlage gegen die Rangers einen zweiten Titel im Wettbewerb.
Auch in den folgenden Jahren Stammspieler rutschte Grant mit dem Klub in der Spielzeit 1994/95 in den Abstiegskampf und unter Neutrainer Roy Aitken, der im Februar 1995 Willie Miller auf der Trainerbank ersetzte, erreichte er mit der Mannschaft um Stewart McKimmie, Stephen Wright, Michael Watt und Gary Smith den Relegationsplatz. Bei zwei 3:1-Erfolgen gegen Dunfermline Athletic erzielten die jeweils zweifach erfolgreichen Duncan Shearer und Stephen Glass sowie Billy Dodds und Joe Miller jeweils die Tore. Wenige Monate später gewann er erneut den Scottish League Cup, beim im November 1995 gegen den FC Dundee ausgetragenen Endspiel um den Scottish League Cup 1995/96 war er erneut in der Startelf. Shearer und Dodds führten als Torschützen die Mannschaft zu einem 2:0-Erfolg.
Kurz nach Beginn der Spielzeit 1996/97 verließ der beim FC Aberdeen ins zweite Glied gerutschte Grant den Klub in Richtung Ligakonkurrent Hibernian Edinburgh, konnte sich dort jedoch ebenso nicht als Stammspieler behaupten. Im März 1998 wechselte er zum FC Dundee, wo kurz zuvor Jocky Scott das Traineramt von John McCormack übernommen hatte. In den verbliebenen Spielen der Spielzeit 1997/98 kam er regelmäßig zum Einsatz, nach erfolgreichem Klassenerhalt war er in der Spielzeit 1998/99 nur noch Ergänzungsspieler. Im Saisonverlauf wurde er daher an seinen Heimatklub Stirling Albion in die Drittklassigkeit verliehen. Im Sommer 1999 beendete er seine Profilaufbahn und ließ die aktive Karriere bei Bellshill Athletic ausklingen.
Zeitweise Betreiber einer McDonald's-Filiale blieb Grant als Jugendtrainer bei Dundee United dem Fußball verbunden. 2019 übernahm er beim Klub die Zuständigkeit für die Spielerentwicklung am Übergang zum Erwachsenenbereich, was die Betreuung von verliehenen Spielern beinhaltet.
Grants 1995 geborener Sohn Thomas Grant war ebenso zeitweise im britischen Profifußball aktiv und spielte unter anderem beim FC Falkirk und Fleetwood Town.